# Francesca Tardioli
Francesca Tardioli (Foligno, 8 de setembro de 1965 — Foligno, 20 de fevereiro de 2022) foi uma diplomata italiana. Ela foi embaixadora na Austrália e já condecorada com a Ordem do Mérito da República Italiana.

## Biografia
Ela nasceu na Umbria e formou-se em Ciências Políticas pela Universidade de Perugia. Em 1991, ingressou no Ministério das Relações Externas. De novembro de 1995 a agosto de 1998, foi Cônsul em Nuremberga. Mais tarde, de setembro de 2004 a julho de 2008, foi Representante Permanente da NATO.
Ela já fez parte das comemorações do Dia Nacional da República Italiana.